# THE BEST OF 방탄소년단
THE BEST OF 방탄소년단은 대한민국의 보이 그룹 방탄소년단의 베스트 앨범으로, 일본에서 발매되었다.